# 패트릭 뱀퍼드
패트릭 제임스 뱀퍼드 (Patrick James Bamford, 1993년 9월 5일, 그랜덤 ~)는 잉글랜드의 축구 선수로, 현재 잉글랜드 잉글리시 프리미어리그의 리즈 유나이티드 소속이다.

## 수상
리즈 유나이티드
- EFL 챔피언십: 2019–20[1]

개인상
- 풋볼 리그 원 이달의 선수상: 2013년 10월[2]
- 풋볼 리그 이달의 젊은 선수상: 2013년 12월[3]
- 풋볼 리그 챔피언십 올해의 선수상: 2014–15[4]